# Charlotte Johannsen
Charlotte Johannsen (født 1988) er en dansk aktivist, forfatter og tidligere svømmer.
Charlotte Johannsen er opvokset i Odder, og efter kortvarigt at have spillet håndbold begyndte hun som syvårig at svømme i Odder Svømmeklub. Hun skiftede i 2002 til AGF og blev i 2004 danmarksmester i 200 meter fri.
Senere stoppede hun som elitesvømmer og kom ind i fanmiljøet omkring AGF. Her kom hun i berøring med hooligangruppen White Pride og den radikale højrefløjsgruppering Vederfølner, som hun infiltrerede mellem efteråret 2008 og sommeren 2009, hvorefter hun gik under jorden og flyttede til København. I efteråret 2010 udkom Forklædt som nazist - en Århushistorie om hendes oplevelser i miljøet omkring White Pride.
I marts 2014 var Charlotte Johannsen i Malmø i forbindelse med Kvindernes internationale kampdag, og på vejen hjem blev hendes gruppe overfaldet af formodede nynazister. Charlotte Johannsen fik stiksår i armhulen, men slap ellers med mindre skader.
Den 19. oktober 2016 blev den påståede overfaldsmand dog frikendt for alle anklager om knivoverfald, da landsretten i Malmö påviste, at han handlede i nødværge.
Det blev af landsretten ligeledes påvist, at den gruppe, Charlotte Johannsen befandt sig i, havde været den angribende og voldelige part, hvorfor Charlotte Johannsens erstatningskrav også faldt til jorden, da hun måste ha befunnit sig, som angripare. 